# Apantesis rhoda
Apantesis rhoda är en fjärilsart som beskrevs av Butler 1881. Apantesis rhoda ingår i släktet Apantesis och familjen björnspinnare. Inga underarter finns listade i Catalogue of Life.